# Fritz Wenneis
Fritz Wenneis (* 30. September 1889 in Mannheim; † 4. Juli 1969 in Garmisch-Partenkirchen) war ein deutscher Filmkomponist.

## Leben
Der Sohn eines Bäckermeisters wuchs in seiner Geburtsstadt auf und besuchte dort nach der Mittelschule ein Lehrerseminar.  Er studierte von 1909 bis 1911 an der Akademie der Tonkunst in München. Seine Lehrer waren Felix Mottl, Hans Bußmeyer, Walter Courvoisier und Franz von Milde. 1911/12 erhielt er Gesangsunterricht durch Adolf Dippel in Frankfurt am Main.
Wenneis begann seine berufliche Tätigkeit als Kapellmeister an Theaterbühnen und für die Ufa beim Stummfilm. Er wurde Leiter der Synchronabteilung bei der Tobis, daneben arbeitete er als Gesangspädagoge.
Von 1925 bis 1933 komponierte er für den Berliner Rundfunk und lehrte an der Hochschule für Musik. Mit Beginn des Tonfilmzeitalters wandte er sich der Filmkomposition zu und arbeitete seit 1933 freischaffend. Besonders oft untermalte er mit seiner Musik die Produktionen von Regisseur und Hauptdarsteller Harry Piel.
Zum 1. Mai 1933 trat er der NSDAP bei (Mitgliedsnummer 2.595.087).
Fritz Wenneis ist auf dem Friedhof Partenkirchen in Garmisch-Partenkirchen beigesetzt.

## Filmografie
| - 1929: Pamir - 1931: Der Bergführer von Zakopane - 1931: Schatten der Unterwelt - 1931: Bobby geht los - 1932: Der Geheimagent - 1932: Das Schiff ohne Hafen - 1932: Rasputin, Dämon der Frauen - 1932: Johnny stiehlt Europa - 1932: Kampf um Blond - 1933: Sprung in den Abgrund - 1933: Ein Unsichtbarer geht durch die Stadt - 1934: Die Welt ohne Maske - 1934: Das verlorene Tal - 1934: Der Herr der Welt - 1934: Grüß’ mir die Lore noch einmal - 1935: Artisten - 1935: Der rote Reiter - 1935: Warum lügt Fräulein Käthe? - 1935: Eine Seefahrt, die ist lustig - 1935: Was ist die Welt? (Hvad er verden?) - 1935: Familie Schimek - 1935: Königstiger - 1936: Befehl ist Befehl - 1936: Der Dschungel ruft - 1936: Das große Eis - 1937: Die verliebte Dachstube | - 1937: Sein bester Freund - 1938: Menschen, Tiere, Sensationen - 1938: Fracht von Baltimore - 1938: Stärker als die Liebe - 1938: Der eingebildete Kranke - 1939: Das Recht auf Liebe - 1939: Der arme Millionär - 1939: Parkstraße 13 - 1939: Der halbe Weg – 33 Minuten in Grüneberg - 1940: Die letzte Runde - 1940: Verwandte sind auch Menschen - 1940/53: Gesprengte Gitter - 1941: Heimaterde - 1941: Der scheinheilige Florian - 1944: Der kleine Muck - 1944: Der Wille zum Leben - 1949: Weiße Welt - 1950: Die Sterne lügen nicht - 1951: Der Tiger Akbar - 1951: Atlantische Inseln und die Welt am Mittelmeer - 1951: Grenzstation 58 - 1953: Mönche, Tänzer und Soldaten - 1953: Frauen, Filme, Fernsehfunk - 1954: Eine Frau von heute - 1955: Die verschwundene Stadt Dresden |